# H.A.T
H.A.T là nhóm nhạc pop nữ Việt Nam hoạt động trong giai đoạn 2004–2005. Tên nhóm được ghép từ chữ cái đầu trong tên của ba thành viên gốc: Lương Bích Hữu, Phạm Quỳnh Anh và Thu Thủy. Nhóm được thành lập bởi nhạc sĩ Quang Huy và công ty WePro Entertainment, với mục tiêu ban đầu là hỗ trợ cho các hoạt động biểu diễn của ca sĩ Ưng Hoàng Phúc. Ngoài ra, lý do khác mà Quang Huy quyết định thành lập H.A.T là để đánh vào nhu cầu tìm kiếm đại sứ quảng cáo của các nhãn hàng khi thị trường kinh doanh album—mà anh đã từng thành công—bị bão hòa. Cựu thành viên nhóm Mắt Ngọc, Ngô Quỳnh Anh, đã nhanh chóng thế chỗ Thu Thủy sau khi cô quyết định rời nhóm vào năm 2004.
H.A.T đã phát hành hai đĩa EP, Anh không muốn bất công với em 2 – Best Collections (hợp tác cùng Ưng Hoàng Phúc) và We Are H.A.T – Chúng tôi là H.A.T, vào năm 2004. Riêng album thứ hai tiêu thụ được 30.000 bản và trở thành album nhóm bán chạy nhất tại Việt Nam vào thời điểm ra mắt. Tuy nhiên sau khi làm đại sứ thương hiệu cho LipIce, nhóm nhạc chính thức tan rã vào năm 2005. Các thành viên của H.A.T, trừ Ngô Quỳnh Anh, tiếp tục theo đuổi sự nghiệp ca hát solo của mình và nhận được những thành công nổi bật sau khi tan rã. Năm 2017, toàn bộ bốn thành viên của nhóm tái hợp trong "Gia đình tôi chọn", đĩa đơn đánh dấu kỷ niệm 15 năm thành lập công ty WePro.

## Sự nghiệp

### Thành lập vàAnh không muốn bất công với em 2
Vào năm 2002–2003, công ty quản lý WePro Entertainment và Quang Huy (CEO kiêm người sáng lập công ty) giành được nhiều thành công từ doanh số bán album nổi trội của ca sĩ Ưng Hoàng Phúc. Tuy nhiên, vào thời điểm thị trường kinh doanh album bị bão hòa, Quang Huy quyết định xây dựng những ca sĩ mới theo hình tượng "sạch," "trẻ trung" và "trong sáng," nhằm đánh vào các thương hiệu có nhu cầu tìm kiếm đại sứ quảng cáo. H.A.T, nhóm nhạc theo hình mẫu mới này của công ty, sau đó đã được ra mắt và giới thiệu như "một món quà tặng kèm" dành cho các khán giả hâm mộ Ưng Hoàng Phúc. Nhóm ban đầu được xác định chỉ sẽ hoạt động trong vòng 6 tháng, với mục đích chính là trở thành "bệ đỡ" giúp các thành viên nhận được đủ sự chú ý trước khi tách ra làm ca sĩ độc lập. Sau khi nhận thấy H.A.T gặt hái được nhiều thành công, WePro đã quyết định kéo dài thời hoạt động của nhóm thêm 6 tháng so với kế hoạch ban đầu.
Tên gọi H.A.T được ghép từ những chữ cái đầu tiên của tên của dàn thành viên gốc, bao gồm: Lương Bích Hữu, Phạm Quỳnh Anh và Thu Thủy. Phạm Quỳnh Anh trước đây từng là thành viên của nhóm Sắc Màu (hoạt động năm 1997–2002), một trong những nhóm nhạc đầu tiên theo đuổi phong cách nhạc trẻ khi hiện tượng này mới nổi tại Hà Nội. Thu Thủy cũng từng tham gia nhóm Mây Trắng từ năm 2000, nhưng hai năm sau, cô tách nhóm và riêng lẻ ký hợp đồng với WePro. Thu Thủy sau đó nhanh chóng giành được thành công với bản song ca "Mỗi người một nơi" cùng Ưng Hoàng Phúc, trích từ album Người ta nói: "Thà một lần đau" (2003) của nam ca sĩ. Anh trai của Quang Huy, nhạc sĩ Nguyễn Hà, thì phát hiện thành viên Lương Bích Hữu khi cô lọt vào vòng bán kết cuộc thi Tiếng hát Truyền hình Thành phố Hồ Chí Minh năm 2003.
Lương Bích Hữu chia sẻ rằng trước khi chính thức ra mắt, nhóm đã trải qua 6 tháng huấn luyện chuyên sâu về thanh nhạc và vũ đạo. "Được gần 6 tháng thì anh Quang Huy đề nghị thử lập một nhóm hát nhưng chỉ hoạt động trong 6 tháng thôi, coi như đây là một kỷ niệm về một tình bạn khắng khít giữa ba người," cô nói. Sau mỗi buổi học tại Nhạc viện Thành phố Hồ Chí Minh, cô thường chạy xe máy đến đón Thu Thủy tại Trường Cao đẳng Văn hóa Nghệ thuật để cùng nhau đến công ty luyện tập. Ban đầu, Lương Bích Hữu dự định trở thành giảng viên thanh nhạc sau khi tốt nghiệp. Nhờ sự động viên của một người thầy, cô đã quyết định gia nhập H.A.T và theo đuổi con đường ca hát chuyên nghiệp. Cô cho biết mỗi thành viên đều có thế mạnh riêng: cô mạnh về giọng hát, Thu Thủy nổi bật ở khả năng vũ đạo, còn Phạm Quỳnh Anh có khiếu dẫn chương trình. Ngoài ra, Lương Bích Hữu (gốc Trung Quốc) khi này vẫn chưa thông thạo tiếng Việt.
Vào tháng 2 năm 2004, H.A.T xuất hiện trên sóng truyền hình lần đầu tiên trong chương trình Giai điệu tình yêu với màn trình diễn ca khúc "Dù anh sẽ không là người em yêu" cùng Ưng Hoàng Phúc. Các nhạc phẩm khác được nhóm trình diễn trên các chương trình âm nhạc—như "Anh không muốn bất công với em" (song ca cùng Ưng Hoàng Phúc), "Là anh đó" và "Cổ tích anh và em" (hợp tác cùng Vương Khang)—nhận được nhiều chú ý khi được phổ biến rộng rãi dưới dạng MP3 ở các diễn đàn trực tuyến. Một số ca khúc này sau đó đã xuất hiện trong đĩa EP đầu tay của nhóm, Anh không muốn bất công với em 2 – Best Collections; album nhóm hợp tác cùng Ưng Hoàng Phúc được phát hành vào tháng 11 cùng năm. Theo VietNamNet, phần lớn nội dung của các bản song ca giữa hai nghệ sĩ "chỉ xoay quanh chuyện yêu đương, giận hờn, gian dối rất bình thường."

### Thay đổi thành viên,We Are H.A.Tvà tan rã
Năm 2004, Thu Thủy rời khỏi H.A.T và được thay thế bởi Ngô Quỳnh Anh, cựu thành viên nhóm Mắt Ngọc. Quỳnh Anh rời nhóm Mắt Ngọc sau một mâu thuẫn nội bộ, bắt nguồn từ việc cô tự ý tham gia quay quảng cáo cá nhân mà không thông qua các thành viên còn lại. Tháng 9 cùng năm, WePro ghi hình loạt video âm nhạc cho album của Ưng Hoàng Phúc và H.A.T tại Hồng Kông. Tại đây, các nghệ sĩ còn tham gia phỏng vấn trong chương trình giải trí Jade Starbiz của đài TVB, nơi họ được giới thiệu là những "đại diện của nhạc trẻ Việt Nam."
Tháng 12 năm 2004, EP We Are H.A.T – Chúng tôi là H.A.T chính thức ra mắt và nhanh chóng đạt mốc tiêu thụ 30,000 bản. Theo WePro, thành tích này đã đưa H.A.T trở thành nhóm nhạc có doanh số album cao nhất thời điểm bấy giờ. VietNamNet nhận định, tuy không đạt doanh thu áp đảo như Ưng Hoàng Phúc, nhưng H.A.T sở hữu sức hút với khán giả tuổi teen vượt xa nhiều nhóm nhạc cùng thời như Mây Trắng, Mắt Ngọc hay MTV. Theo nhạc sĩ Quang Huy, thành công ấy đến từ việc H.A.T biết cách chạm đúng vào tâm lý người nghe: "Nếu nghĩ rằng làm cho tuổi teen cứ nhí nhảnh là chưa đúng. Tuổi teen là lứa tuổi rất hay thay đổi và thích mơ mộng. Các bài hit của H.A.T như Sắc màu trái tim, Cổ tích anh và em và Tuổi xì-tin đều trong sáng còn hát chung với Ưng Hoàng Phúc thì hơi... sốc một chút." "Taxi" và "Đành nói lời chia tay" được xem là điểm nhấn nổi bật trong EP.
Vào tháng 3 năm 2005, H.A.T góp giọng trong hai ca khúc, "Ta yêu mà đâu có hay" và "Tuổi xì tin", đến từ album đầu tay của ca sĩ Anh Kiệt, Chàng khờ – Làm lại từ đầu. Trong khoảng thời gian này, nhóm cũng thường xuyên xuất hiện trên các chương trình âm nhạc như Giai điệu tình yêu và Quà tặng trái tim, và cùng đoàn ca nhạc Sao Đêm đi lưu diễn xuyên Việt. Vào tháng 9 cùng năm, H.A.T làm đại sứ thương hiệu cho LipIce và tan rã. Dù vậy, nhóm sau đó vẫn tiếp tục tái hợp để trình diễn khi có yêu cầu hay xuất hiện để dẫn chương trình Thế giới V-pop (một chương trình âm nhạc được sản xuất bởi WePro và đài BTV). Ca khúc "Ngày xuân long phụng sum vầy" mà H.A.T đã từng trình bày với các nghệ sĩ của WePro trên Thế giới V-pop năm 2006, sau đó đã xuất hiện trong album tuyển tập H2 Tết 2008 của báo Hoa Học Trò.

## Sau tan rã và tái hợp

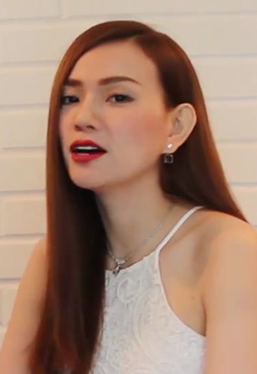
Thu Thủy bắt đầu sự nghiệp ca hát solo thành công sau khi rời khỏi H.A.T

Thu Thủy chấm dứt hợp đồng với WePro vào tháng 3 năm 2005, sau khi công ty này, theo lời kể của nữ ca sĩ, "cứ dây dưa mãi và không có định hướng rõ ràng cho sự nghiệp riêng" của cô. Sau khi rời khỏi H.A.T, nữ ca sĩ gặp những khó khăn về tài chính còn mối quan hệ giữa cô và ba mẹ cũng gặp phải mâu thuẫn. Vào năm 2007, cô bán được 20,000 bản album đầu tay Con đường tôi đi và thành công với ca khúc "Anh tin mình đã cho nhau một kỷ niệm" (hát cùng ca sĩ Lương Bằng Quang). Lương Bích Hữu, sau khi rời khỏi H.A.T, đã kí hợp đồng với công ty Nguyễn Pro của nhạc sĩ Nguyễn Hà. Vào năm 2006, nữ ca sĩ được báo chí đặt biệt danh "Cô gái Trung Hoa" sau khi album phòng thu và bài hát chủ đề cùng tên của cô giành được nhiều thành công. Ở những năm kế tiếp, các sản phẩm âm nhạc khác của hai nghệ sĩ đều nhận được tương đối sự chú ý.
Phạm Quỳnh Anh sau khi rời nhóm tiếp tục phát hành hai album phòng thu dưới sự quản lý của WePro, bao gồm: Hoa Quỳnh Anh (2006; bán được 25,000 bản) và Nợ ai đó cả thế giới (2008). Nữ ca sĩ kết hôn với Quang Huy vào năm 2012, và cả hai ly hôn vào năm 2018. Vào năm 2014, cô thủ vai chính và đồng sản xuất bộ phim Chàng trai năm ấy cùng WePro. Chàng trai năm ấy, với sự góp mặt của các diễn viên chính khác gồm Sơn Tùng M-TP và Hari Won, nhanh chóng trở thành một trong những bộ phim Việt Nam có doanh thu cao nhất mọi thời đại. Chuỗi buổi diễn Mùa hè Không Độ (2016–17) tiếp nối sau đó cũng được cô và WePro đồng sản xuất. Phạm Quỳnh Anh trở lại với sự nghiệp ca hát vào năm 2018 với ca khúc "Tất cả sẽ thay em", và sau đó phát hành một loạt các đĩa đơn riêng lẻ khác. Thành viên Ngô Quỳnh Anh sau khi từ bỏ sự nghiệp ca hát vì thấy "không hợp với showbiz," hiện đang theo ngành marketing. Trước đó, cô từng có dự định trở thành quản lý ngoại giao và truyền thông cho WePro sau khi tốt nghiệp trường đại học RMIT.
Vào tháng 8 năm 2017, Phạm Quỳnh Anh, Lương Bích Hữu, Thu Thủy và Ngô Quỳnh Anh tái hợp và thu âm đĩa đơn đánh dấu kỷ niệm 15 năm thành lập WePro, mang tên "Gia đình tôi chọn". Những ca sĩ khác xuất hiện trong ca khúc bao gồm Ưng Hoàng Phúc, Sơn Tùng M-TP và Đông Nhi. Vào tháng 3 năm 2018, Phạm Quỳnh Anh, Thu Thủy và Ưng Hoàng Phúc đã trình diễn "Anh không muốn bất công với em" tại đêm nhạc kỷ niệm 15 năm sự nghiệp của nam ca sĩ mang tên Tái sinh, diễn ra ở Cung Văn hóa Hữu nghị Hà Nội. Lương Bích Hữu cũng đã lên kế hoạch để xuất hiện tại buổi diễn này nhưng bất thành vì cô vướng bận lịch trình.

## Danh sách đĩa nhạc

### Đĩa mở rộng
| Tựa đề                                                                            | Chi tiết                                                                                   | Doanh số tiêu thụ |
| --------------------------------------------------------------------------------- | ------------------------------------------------------------------------------------------ | ----------------- |
| Anh không muốn bất công với em 2 – Best Collections (hợp tác cùng Ưng Hoàng Phúc) | - Phát hành: Tháng 11 năm 2004 - Hãng đĩa: Vafaco, WePro Entertainment - Định dạng: CD     |                   |
| We Are H.A.T – Chúng tôi là H.A.T                                                 | - Phát hành: Tháng 12 năm 2004 - Hãng đĩa: Vafaco, WePro Entertainment - Định dạng: CD/VCD | - VN: 30.000      |

### Đĩa đơn
| Tựa đề                                          | Năm  | CT     |
| ----------------------------------------------- | ---- | ------ |
| "Gia đình tôi chọn" (hợp tác với nhiều nghệ sĩ) | 2017 | [ 43 ] |

### Video âm nhạc
| Tựa đề                                              | Năm  | Đạo diễn        | CT     |
| --------------------------------------------------- | ---- | --------------- | ------ |
| "Đành nói lời chia tay"                             | 2004 | Quang Huy       | [ 23 ] |
| "Yêu làm chi"                                       | 2004 | Quang Huy       | [ 23 ] |
| "Taxi" (hợp tác cùng Vương Khang)                   | 2004 | Larry           | [ 23 ] |
| "Lời hứa cho tình yêu" (hợp tác với Ưng Hoàng Phúc) | 2004 | Larry Quang Huy | [ 23 ] |
| "Gia đình tôi chọn" (hợp tác với nhiều nghệ sĩ)     | 2017 | —               | [ 43 ] |

## Danh sách các ca khúc đã thu âm
| Tựa đề                            | Nghệ sĩ hợp tác | Sáng tác                                                                      | Album                                            | Năm  | CT                   |
| --------------------------------- | --------------- | ----------------------------------------------------------------------------- | ------------------------------------------------ | ---- | -------------------- |
| "Giờ anh hứa để làm gì?"          | Ưng Hoàng Phúc  | Nhất Trung                                                                    | Anh không muốn bất công với em 2                 | 2004 | [ 21 ]               |
| "Làm sao để tốt cho cả hai?"      | Ưng Hoàng Phúc  | Nhất Trung                                                                    | Anh không muốn bất công với em 2                 | 2004 | [ 21 ]               |
| "Nỗi sầu đêm vắng"                | Ưng Hoàng Phúc  | Quốc An                                                                       | Anh không muốn bất công với em 2                 | 2004 | [ 21 ]               |
| "Dù anh sẽ không là người em yêu" | Ưng Hoàng Phúc  | Hoàng Anh                                                                     | Anh không muốn bất công với em 2                 | 2004 | [ 21 ]               |
| "Sắc màu trái tim"                | Không có        | Nguyễn Hà Quang Huy                                                           | Anh không muốn bất công với em 2 và We Are H.A.T | 2004 | [ 21 ] [ 23 ]        |
| "Yêu làm chi?"                    | Không có        | Sỹ Luân                                                                       | We Are H.A.T                                     | 2004 | [ 23 ]               |
| "Đành nói lời chia tay"           | Không có        | Hòa Khánh                                                                     | We Are H.A.T                                     | 2004 | [ 23 ]               |
| "Lời hứa cho tình yêu"            | Ưng Hoàng Phúc  | Nguyễn Hoài Anh                                                               | We Are H.A.T                                     | 2004 | [ 23 ]               |
| "Taxi"                            | Vương Khang     | Sỹ Luân                                                                       | We Are H.A.T                                     | 2004 | [ 23 ]               |
| "Cổ tích anh và em"               | Vương Khang     | Antonio "Tony" Arevalo Jr. (nhạc) Hướng Tuyết Hoài (lời) Quang Huy (lời Việt) | We Are H.A.T                                     | 2004 | [ 23 ] [ 18 ]        |
| "Ta yêu mà đâu có hay"            | Anh Kiệt        | Quang Huy                                                                     | Chàng khờ – Làm lại từ đầu                       | 2005 | [ 27 ]               |
| "Tuổi xì tin"                     | Anh Kiệt        | Phương Uyên                                                                   | Chàng khờ – Làm lại từ đầu                       | 2005 | [ 27 ]               |
| "Ngày xuân long phụng sum vầy"    | WePro Family    | Quang Huy                                                                     | H2Tết 2008                                       | 2008 | [ 30 ]               |
| "Anh không muốn bất công với em"  | Ưng Hoàng Phúc  | Lê Phất Huy (nhạc) Lý An Tu (lời) Vương Dụ Tông (lời) Quang Huy (lời Việt)    | Không có                                         | 2014 | [ 45 ] [ 15 ] [ 16 ] |
| "Gia đình tôi chọn"               | Nhiều nghệ sĩ   | Kai Đinh                                                                      | Đĩa đơn không nằm trong album                    | 2017 | [ 43 ]               |

### Chú giải
1. 1 2 3  "Collection" bị ghi sai chính tả thành "Collections".
2. 1 2  "Anh không muốn bất công với em" là một bản cover lời Việt của ca khúc "Luyện tập" (tiếng Trung: 練習), vốn được trình bày bởi nam ca sĩ người Hồng Kông Lưu Đức Hoa và được sáng tác bởi Lê Phất Huy (nhạc), Lý An Tu (lời) và Vương Dụ Tông (lời).[15]
3. 1 2  "Cổ tích anh và em" là một bản cover lời Việt của ca khúc "Mỗi người một giấc mơ" (tiếng Trung: 一人有一個夢想), vốn được trình bày bởi nữ ca sĩ người Singapore Lê Thuỵ Ân và được sáng tác bởi Antonio "Tony" Arevalo Jr. (nhạc) và Hướng Tuyết Hoài (lời).[18]
4. 1 2  H2Tết 2008 là một album tuyển tập đính kèm với số báo Tết năm 2008 của Hoa Học Trò.[30]
5. 1 2  Tựa đề "Yêu làm chi?" được cách điệu thành "Yêu làm chi???" ở bìa sau của album We Are H.A.T.[23]
6. ↑  Dù được trình diễn lần đầu tiên vào tháng 2 năm 2004, "Anh không muốn bất công với em" lại không được phát hành trong bất kì album nào của Ưng Hoàng Phúc và H.A.T.[5] Zing MP3 chính thức đăng tải bài hát trực tuyến vào tháng 7 năm 2014.[45]